# Kumothales inexpectata
Kumothales inexpectata är en fjärilsart som beskrevs av Frans G.Overlaet 1940. Kumothales inexpectata ingår i släktet Kumothales och familjen praktfjärilar. Inga underarter finns listade i Catalogue of Life.